# Heroes of the Storm
Heroes of the Storm (englisch für Helden des Sturms, oft HotS oder Heroes abgekürzt) ist ein MOBA des US-amerikanischen Spielentwicklers Blizzard Entertainment. Das Computerspiel beinhaltet Charaktere des Warcraft-, StarCraft-, Diablo-, The Lost Vikings- und Overwatch-Universums, sowie mehrere nexuseigene, die in einem gemeinsamen Universum gegeneinander kämpfen. Es ist unter Windows 7 oder höher und macOS lauffähig.
Heroes of the Storm ist ein durch Mikrozahlungen unterstütztes Free-to-play-Spiel und erschien am 2. Juni 2015. Seither werden in regelmäßigen Zeitabständen neue Inhaltspatches veröffentlicht.
Im Juli 2022 hat Blizzard angekündigt, das Spiel in den Wartungsmodus zu versetzen und somit keine neuen Inhalte, sondern nur noch kleine Updates bereitzustellen.

## Gameplay
In Heroes of the Storm steuert jeder Spieler einen Helden, der vor der eigentlichen Partie ausgewählt wird. Zwei Teams mit jeweils fünf Spielern treten gegeneinander an. Die beiden Teams starten auf jeweils gegenüberliegenden Seiten des Spielfeldes in der Nähe eines Hauptgebäudes, der sogenannten Base. Das Spielfeld selbst ist in zwei ähnlich gehaltene Hälften aufgeteilt. Die Wege, die die jeweiligen Spielfeldhälften verbinden, werden als Lanes bezeichnet. Ziel des Spieles ist es, das gegnerische Hauptgebäude zu zerstören.
Auf dem Spielfeld befinden sich folgende wichtige Standorte:
- Tore, die feindliche Vorstöße daran hindern, einzutreten
- Heilbrunnen, an denen man Lebenspunkte und Mana regenerieren kann
- schützende Wachtürme mit unbegrenzter Munition
- einnehmbare Beobachtungspunkte, die wichtige Positionen markieren
- Söldnerlager, die man besiegen und dann auf seiner Seite kämpfen lassen kann.

Beide Teams haben jeweils unaufhörliche Wellen von Dienern, die je nach Art des Schlachtfeldes unterschiedliche Fähigkeiten besitzen, zur Unterstützung. Durch das Töten von gegnerischen Dienern (ab der Version 2.49 lassen die Diener Erfahrungskugeln fallen die Aufgesammelt werden müssen) und Helden, die Zerstörung von gegnerischen Gebäuden, die Unterwerfung von Söldnern sowie von speziellen Schlachtfeldmechaniken gewinnen die freundlichen Helden an Erfahrung, die sie im Level aufsteigen lässt. Ein gesamtes Team hat dieselbe Stufe, damit stellt Teamfähigkeit einen sehr wichtigen Aspekt des Spiels dar.
Auf Wunsch kann von einem Spiel ein Replay erstellt werden, mit dem ein abgeschlossenes Spiel nachträglich betrachtet und analysiert werden kann.
In Heroes of the Storm gibt es keine kaufbaren Gegenstände. Stattdessen gibt es im Spiel die sogenannten Talente, die eine Fähigkeit verbessern oder eine neue Fähigkeit gewähren. Beim Erreichen der Stufen 1, 4, 7, 10, 13, 16 und 20 kann ein Spieler zwischen mindestens zwei und höchstens fünf Talenten wählen.

### Spielmodi
Weitere Informationen zu den Spielmodi können auf der Webseite eingesehen werden.
| Spielmodus     | Beschreibung |
| -------------- | --- |
| Gegen die K.I. | Der Spieler tritt mit Spielern, die ein ähnliches spielerisches Können haben, gegen eine programmgesteuerte gegnerische Mannschaft an. Es wird keine Teamwahl durchgeführt und das Schlachtfeld wird zufällig ausgewählt. |
| Schnellsuche   | Der Spieler tritt mit Spielern, die ein ähnliches spielerisches Können haben, gegen andere Spieler, die ein ähnliches spielerisches Können haben, an. Es wird keine Teamwahl durchgeführt und das Schlachtfeld wird zufällig ausgewählt. |
| Ungewertet     | Der Spieler tritt mit Spielern, die ein ähnliches spielerisches Können haben, gegen andere Spieler, die ein ähnliches spielerisches Können haben, an. Es wird eine Teamwahl durchgeführt und das Schlachtfeld wird zufällig ausgewählt. |
| Gewertet       | Beim Spielmodus Gewertet wird zwischen der Helden- und der Teamliga unterschieden. In der Heldenliga kann man sich alleine mit seinen Mitspielern messen. Das Können eines Spielers wird in Form dessen Rangs, also durch die Position in Ligen (Bronze, Silber, Gold, Platin, Diamant, Meister, Großmeister) und Divisionen (1 bis 5) angezeigt, wobei 5 hierbei die schlechteste und 1 die beste Division ist. Zu Beginn jeder Saison wird die Anfangsplatzierung durch 10 Platzierungsspielen bestimmt. Wenn man gewertete Spiele spielt, erhält (oder verliert) man Rangpunkte. Verdient man genügend Rangpunkte, erhält man die Chance, durch ein Aufstiegsspiel in die nächste Division oder Liga aufzusteigen. Verliert man fortwährend Punkte, erhält man die Gelegenheit, den Rang in einem Abstiegsspiel zu verteidigen. Es wird eine Teamwahl durchgeführt und das Schlachtfeld wird zufällig ausgewählt. In der Teamliga treten im Vorhinein zusammengesetzte Teams aus 2, 3 oder 5 Spielern gegeneinander an, dessen Rang bis zu einer Liga von dem anderer Spieler abweichen kann. Ansonsten gelten dieselben Bedingungen wie in der Heldenliga. |
| Eigene Spiele  | Der Spieler kann das Schlachtfeld selbst auswählen und seine Freunde einladen, um gegeneinander zu spielen. |
| ARAM           | ARAM ist ein Akronym für 'All Random All Mid' und bezeichnet einen Spielmodus, bei dem zehn Spieler, fünf in jedem Team, jeweils einen zufälligen Helden aus 3 Auswahlmöglichkeiten auswählen können und auf einer einzelnen Lane gegeneinander antreten. |

### Spielerstufen
Jeder Spieler hat zu Beginn die Stufe 1. Bei jedem Abschluss eines Spiels wird dem Spieler auf Basis seiner erbrachten Leistung Erfahrung gewährt. Die benötigte Erfahrung nimmt von Stufe zu Stufe zu. Durch Stufenanstiege erhält der Spieler die Möglichkeit, Beutetruhen zu öffnen. In Beutetruhen befinden sich neben kosmetischen Gegenständen, Helden und Reittiere auch Splitter, die die Herstellung von kosmetischen Gegenständen ermöglichen.

### Schlachtfelder
Das Spiel bietet eine Reihe von Schlachtfeldern, von denen jedes durch ein Ereignis gekennzeichnet ist, das die Strategie des gesamten Spiels festlegt. Jedes Schlachtfeld hat einen eigenen Aufbau von Lanes, Basen und Söldnercamps. Es gibt 14 verschiedene Schlachtfelder: Die Schwarzherzbucht, die Drachengärten, die Geisterminen, das Verfluchte Tal, die Garten der Ängste, der Tempel des Himmels, die Grabkammer der Spinnenkönigin, das Schlachtfeld der Ewigkeit, die Höllenschreine, die Türme des Unheils, die Endstation Braxis, die Sprengkopf-Manufaktur, Hanamura und die Volskaya-Fertigung. Genauere Beschreibungen sowie detaillierte Karten der Schlachtfelder sind auf der Webseite einsehbar.

#### Schwarzherzbucht
In der Schwarzherzbucht kann man Dublonen von Schatztruhen, Söldnern und Skeletten erbeuten. Diese kann man an Schwarzherz übergeben. Wenn ein Held stirbt, verliert dieser seine gesammelten Dublonen. Nachdem Schwarzherz genügend Dublonen von einem Team erhalten hat, bombardiert er die Forts des anderen Teams. Schwarzherz fordert nach jeder Bombardierung mehr Dublonen.

#### Drachengärten
In den Drachengärten werden in regelmäßigen Zeitabständen zwei Schreine aktiv, die man kontrollieren kann. Wenn ein Team beide dieser Schreine kontrolliert, kann ein Held dieses Teams die Kontrolle über den Drachenritter übernehmen. Der Drachenritter kann vom Held gesteuert werden und besitzt neue Fähigkeiten.

#### Geisterminen
In den Geisterminen öffnen sich in regelmäßigen Zeitabständen Minen. In den Minen kann man eine begrenzte Anzahl von Monster töten und ihre Schädel einsammeln. Wenn alle Monster tot sind, erscheint ein Grabgolem für beide Teams. Je mehr Schädel ein Team eingesammelt hat, desto stärker ist ihr Grabgolem. Wenn ein Grabgolem stirbt, erscheint der nächste Grabgolem auf der jeweils anderen Lane am Startpunkt erneut und läuft nach der nächsten Schädelsammelaktion nun über die andere Lane. Dies wechselt nach jeder Schädelphase.

#### Verfluchtes Tal
Im Verfluchten Tal erscheinen in regelmäßigen Zeitabständen Tribute, die eingesammelt werden können. Wenn ein Team drei Tribute eingesammelt hat, wird das gegnerische Team mit einem zeitbegrenzten Fluch belegt. Der Fluch lässt Forts nicht mehr angreifen und schwächt Diener, so dass sie nur noch 1 Lebenspunkt besitzen.

#### Garten der Ängste
In den Gärten der Ängste wechselt die Tageszeit in regelmäßigen Zeitabständen in die Nacht. In der Nacht erwachen Unkrautler in den Gärten zum Leben. Wenn man diese tötet, lassen sie Samen fallen. Wenn ein Team 100 Samen hat, kann ein Held dieses Teams die Kontrolle über ein Gartenungeheuer übernehmen. Das Gartenungeheuer kann vom Held gesteuert werden und besitzt neue Fähigkeiten.

#### Tempel des Himmels
Im Tempel des Himmels werden in regelmäßigen Zeitabständen Tempel aktiviert. Solange ein Held auf einer Tempelplattform steht, schießt der Tempel auf die gegnerischen Gebäude. Mit der Zeit erscheinen Wächter, die versuchen, dem kontrollierenden Team die Herrschaft des Tempels zu entreißen.

#### Grabkammer der Spinnenkönigin
In der Grabkammer der Spinnenkönigin lassen gegnerische Spinnendiener und Helden beim Tod magische Juwelen zurück. Diese Juwelen kann man an den Altären der Spinnenkönigin abgeben. Wenn ein Held stirbt, verliert dieser seine gesammelten Juwelen. Diese können jedoch für einen begrenzten Zeitraum von eigenen Teammitgliedern aufgesammelt werden. Nachdem die Spinnenkönigin genügend Juwelen von einem Team erhalten hat, ruft sie Netzweber für dieses Team herbei, die die gegnerische Verteidigung angreifen. Die Spinnenkönigin fordert nach jeder Herbeirufung mehr Juwelen.

#### Schlachtfeld der Ewigkeit
Das Schlachtfeld der Ewigkeit ist ein an das Diablo-Universum angelehntes Schlachtfeld und Teil der ersten Erweiterung Der Ewige Konflikt. Auf diesem Schlachtfeld erscheinen in regelmäßigen Zeitabständen zwei sich bekämpfende Unsterbliche: Ein Engel und ein Dämon. Jedes Team ist einem Unsterblichen zugeordnet und kann den jeweils gegnerischen Unsterblichen angreifen. Sinken die Lebenspunkte eines der beiden Unsterblichen auf 0, erhält der andere Unsterbliche einen Schild (entsprechend seiner verbleibenden Lebenspunkte), begibt sich auf die Lane, die am wenigsten zerstört ist und greift die dortige gegnerische Verteidigung an.

#### Höllenschreine
Die Höllenschreine sind ein an das Diablo-Universum angelehntes Schlachtfeld und Teil der ersten Erweiterung Der Ewige Konflikt. Auf diesem Schlachtfeld erscheint in regelmäßigen Zeitabständen einer von drei verschiedenen Schreinen, die auf dem Schlachtfeld verteilt sind. Diese sind nach einer kurzen Zeit anklickbar und beschwören daraufhin Dämonen, die von den Spielern angegriffen werden können. Wenn ein Team 40 Dämonen getötet hat, löst sich der Schrein auf und es wird ein Mörser-, Arkan- oder Eisbestrafer beschworen, der gegnerische Helden und Türme angreift.

#### Türme des Unheils
Die Türme des Unheils sind ein an das World-of-Warcraft-Event Die Schlotternächte angelehntes Schlachtfeld. Dort stehen sich der Totengräber aus den Geisterminen und der Rabenfürst des Verfluchten Tals gegenüber. Jede Base ist von einem Schild geschützt, kann nicht angegriffen werden und hat 40 Lebenspunkte. Auf dem Schlachtfeld gibt es sechs verschiedene Türme, die von den Teams erobert werden können, indem diese zerstört werden. Jedes Team hat zu Beginn 3 Türme. In regelmäßigen Zeitabständen erscheinen an verschiedenen Orten Altäre, die erobert werden können, damit die kontrollierten Türme auf die gegnerische Zitadelle mit jeweils 1 Schadenspunkt pro kontrollierten Turm feuern.

#### Endstation Braxis
Die Endstation Braxis ist das erste von zwei Schlachtfeldern, welche im letzten Starcraft-Event „Warmachines“ hinzugefügt wurde. Auf dieser Map gibt es zwei Signalfelder. Das Ziel ist als Team beide Signalfelder solange zu kontrollieren wie möglich. Diese locken dann die sogenannten Zerg (Alienwesen aus dem Starcraft Universum) in den Käfig des jeweiligen Teams. Umso länger die Signale unter Kontrolle eines Teams stehen umso mehr Zerg werden anschließend losgelassen. Sobald einer der zwei Käfige voll ist öffnen sich die Tore beider Käfige und die Zergflut strömt auf das Schlachtfeld auf die feindliche Basis zu. Jedes Team muss dann die eigenen Zerg unterstützen und gleichzeitig die gegnerische Welle abwehren. Die Zerg richten dabei hohen Schaden sowohl an Gebäuden als auch an Helden an.

#### Sprengkopf-Manufaktur
Die Sprengkopf-Manufaktur ist das zweite von zwei Schlachtfeldern, welche im letzten Starcraft-Event „Warmachines“ hinzugefügt wurde. In regelmäßigen Zeitabständen spawnen auf der Karte verteilt kleine Nuklearbomben, welche von dem Spieler aufgesammelt werden können. Jeder Spieler kann hierbei immer nur max. 1 Nuklearbombe tragen und verliert sie wenn er stirbt. Diese Bomben können anschließend via Taste F platziert und abgefeuert werden und richten sehr hohen Schaden an.

#### Hanamura
Hanamura wurde mit der Rundumbearbeitung Heroes of the Storm 2.0 veröffentlicht und ist ein an das Overwatch-Universum angelehntes Schlachtfeld. Dort erscheinen in regelmäßigen Zeitabständen auf der Karte Frachten, die zu einem bestimmten Punkt transportiert werden müssen. Spieler müssen dabei an den Frachten stehen bleiben, um ihre eigene Fracht zu befördern oder die gegnerische Fracht anzuhalten. Wenn eine Fracht erfolgreich transportiert wurde, verliert die gegnerische Basis ein Lebenspunkt von seinen insgesamt 7 Lebenspunkten.

#### Volskaya-Fertigung
Die Volskaya-Fertigung ist ein an das Overwatch-Universum angelehntes Schlachtfeld. Dort werden in regelmäßigen Zeitabständen Kontrollpunkte aktiviert. Wenn man sich auf den Kontrollpunkt stellt, nimmt man ihn ein und erlangt die Kontrolle über einen Triglav-Protektor, in dem zwei Spieler Platz haben und gegnerische Spieler angreifen können.

### Shop
In Heroes of the Storm gibt es im Spiel einen Shop. Dort sind Helden, Skins, Reittiere, Banner, Sprays, Ansager, Sprüche, Emojis, Porträts und Stimpacks erwerbbar. Außerdem gibt es dort die Möglichkeit, jeden Helden und Skin auszuprobieren. Zudem gibt es im Shop wöchentliche Angebote, bei denen im Rahmen einer wöchentlichen Rotation Echtgeldpreise von Artikeln reduziert werden. Die Angebote gelten jeweils für sieben Tage und beginnen/enden jeden Montagabend. Im Shop sind zudem Juwelen gegen Echtgeld erhältlich, mit denen Helden erworben werden können. Helden können auch durch Gold erworben werden. Gold wird durch das Spielen selbst sowie durch den Stufenanstieg und das Abschließen von Quests verliehen. Im Shop sind auch kosmetische Gegenstände durch Splitter erwerbbar, die von Beutetruhen stammen.

### Tägliche Quests
In Heroes of the Storm gibt es tägliche Quests, für deren Erfüllung der Spieler Gold als Belohnung erhält. Neben dem Spielen selbst und durch Stufenanstiege sind tägliche Quests die Haupteinnahmequellen von Gold. Davon gibt es vier verschiedene Arten:
- Durchführung eines Spiels, zum Beispiel: „Spielen Sie acht Spiele.“
- Durchführung eines Spiels in einem speziellen Universum, zum Beispiel: „Spielen Sie zwei Spiele mit einem Helden des Diablo-Universums.“
- Durchführung eines Spiels mit einer bestimmten Heldenrolle, zum Beispiel: „Spielen Sie drei Spiele mit einem Helden der Heldenrolle Spezialist.“
- Durchführung eines Spiels mit Gewinn, zum Beispiel: „Gewinnen Sie drei Spiele.“

## Handlung und Helden
In Heroes of the Storm befinden sich Charaktere aus dem Warcraft-, StarCraft-, Diablo-, The Lost Vikings- und Overwatch-Universum. Diese kämpfen um die Vorherrschaft im sogenannten Nexus. In dieser Welt prallen die verschiedenen Computerspieluniversen aneinander. Jeder Held hat verschiedene Fähigkeiten, dennoch haben alle Helden eine passive Fähigkeit, drei Grundfähigkeiten und können eine von zwei heroischen Fähigkeiten auswählen. Alle Grundfähigkeiten stehen bereits am Anfang des Spiels zur Verfügung, während die heroische Fähigkeit erst auf Stufe 10 freigeschaltet wird.
Jede Woche gibt es eine zufällig ausgewählte Heldenrotation, die das Spielen von noch nicht erworbenen Helden möglich macht. Die Heldenrotation gilt jeweils für sieben Tage und beginnt/endet jeden Montagabend.

### Heldenstufen
Neben den Spielerstufen gibt es auch die Heldenstufen. Zu Beginn ist die Heldenstufe aller Helden 1. Beim Abschluss eines Spiels wird dem gespielten Helden Erfahrung gewährt (auch Helden aus der freien Rotation erhalten Erfahrung). Die benötigte Erfahrung zum Erreichen der nächsten Stufe nimmt mit jeder Stufe zu. Stufenanstiege gewähren Beutetruhen. Bei der Heldenstufe 5 erhält der Spieler das Heldenporträt, bei Heldenstufe 15 das Eliteporträt sowie das Elitespott-Emote als Belohnung.

### Heldenrollen
Helden gibt es in sechs verschiedenen Rollen, die unterschiedliche Funktionen in einem Team wahrnehmen:

#### Tanks
Tanks sind das Rückgrat einer Heldengruppe. Sie haben viele Lebenspunkte und Fähigkeiten, die Gegner betäuben können. Sie eignen sich hervorragend dazu, andere Helden der Gruppe zu beschützen, indem sie Angriffe auf sich lenken oder die Gegner mit Kontrolleffekten behindern. Sie verursachen meistens mittelmäßigen Schaden.

#### Frontbrecher
Frontbrecher sind die perfekte Ergänzung jedes Teams. Sie verursachen, wie Assassinen, gut Schaden und halten zusätzlich einiges an Schaden aus. Weshalb Frontbrecher eine hervorragende Unterstützung für jede Front sowie jeden Nahkampfhelden darstellen.

#### Fernkampfssassinen
Fernkampfassassinen sind darauf ausgelegt aus sicherer Entfernung enormen Schaden in kurzer Zeit zu verursachen. Sie eignen sich daher sehr gut, um Überraschungsangriffe durchzuführen und gegnerische Helden schnell zu töten. Sie müssen jedoch vorsichtig sein, da sie nicht viele Lebenspunkte haben.

#### Nahkampfassassinen
Nahkampfassassinen verursachen viel Schaden haben jedoch den Nachteil, dass sie nah an den Gegner heran müssen. Dazu haben Nahkampfassassinen mehr Leben als Fernkampfassassinen und eignen sich sehr gut, um die Front des eigenen Teams mit zu verstärken.

#### Heiler
Heiler können den Verlauf der Schlacht mit Heilungen, Stärkungseffekten oder anderen Fähigkeiten zugunsten ihrer Verbündeten beeinflussen. Alleine kämpfen ist nicht ihre Stärke, weshalb sie in der Nähe eines Teamkameraden kämpfen müssen. Sie verursachen meistens wenig Schaden.

#### Unterstützer
Unterstützer dienen als zusätzliche Hilfe im Team. Sie helfen mit Schilden, aber auch mit der Beschaffung von Erfahrungspunkten. Sie verursachen meist wenig bis mittleren Schaden.

### Heldenskins
Ein Skin (engl. für Haut) eines Helden beschreibt das Erscheinungsbild des Heldens im Spiel selbst. In Heroes of the Storm kann der Spieler einen zusätzlichen Skin im Shop erwerben, um ein anderes Erscheinungsbild als den standardisierten Skin zu haben. Jeder Held hat unterschiedliche viele Skins. Zwischen den Spielen kann beliebig oft der Skin hin und her gewechselt werden. Der Skin muss vor dem Spiel in der Heldenauswahl ausgewählt werden. Da sich in Heroes of the Storm die Universen verschiedener Spiele befinden, kann z. B. ein Held des Diablo-Universums einen vom Warcraft-Universum angehauchten Skin tragen. Dies macht es möglich, sehr viele Variationen der Universen zu entwickeln. Pro Skin existieren jeweils drei Farbvarianten.

### Liste aller Helden
Detaillierte Beschreibungen aller Helden sind auf der Webseite einsehbar.
| Name (deutsch)   | Name (englisch)  | Titel (deutsch)                   | Titel (englisch)            | Universum        | Rolle                                                                                 | Schwierigkeit            | Veröffentlichung   |
| ---------------- | ---------------- | --------------------------------- | --------------------------- | ---------------- | ------------------------------------------------------------------------------------- | ------------------------ | ------------------ |
| Abathur          | Abathur          | Evolutionsmeister                 | Evolution Master            | StarCraft        | Unterstützer (Nahkampf)                                                               | Extrem                   | 2. Juni 2015       |
| Alarak           | Alarak           | Hochlord der Tal'darim            | Highlord of the Tal'darim   | StarCraft        | Nahkampfassassine (Nahkampf)                                                          | Schwer                   | 14. September 2016 |
| Alexstrasza      | Alexstrasza      | Die Lebensbinderin                | The Life-Binder             | Warcraft         | Heiler (Fernkampf)                                                                    | Mittel                   | 15. November 2017  |
| Ana              | Ana              | Scharfschützenveteranin           | Veteran Sniper              | Overwatch        | Heiler (Fernkampf)                                                                    | Schwer                   | 26. September 2017 |
| Anduin           | Anduin           | Prinz/König von Sturmwind         | Prince/King of Stormwind    | Warcraft         | Heiler (Fernkampf)                                                                    | Mittel                   | 30. April 2019     |
| Anub'arak        | Anub'arak        | Verräterkönig                     | Traitor King                | Warcraft         | Tank (Nahkampf)                                                                       | Mittel                   | 2. Juni 2015       |
| Artanis          | Artanis          | Hierarch der Daelaam              | Hierarch of the Daelaam     | StarCraft        | Tank (Nahkampf)                                                                       | Mittel                   | 28. Oktober 2015   |
| Arthas           | Arthas           | Der Lichkönig                     | The Lich King               | Warcraft         | Tank (Nahkampf)                                                                       | Mittel                   | 2. Juni 2015       |
| Auriel           | Auriel           | Erzengel der Hoffnung             | Archangel of Hope           | Diablo           | Heiler (Fernkampf)                                                                    | Schwer                   | 10. August 2016    |
| Azmodan          | Azmodan          | Herr der Sünde                    | Lord of Sin                 | Diablo           | Fernkampfassassine (Fernkampf)                                                        | Leicht                   | 2. Juni 2015       |
| Blaze            | Blaze            | Erfahrener Feuerfresser           | Veteran Firebat             | StarCraft        | Tank (Fernkampf)                                                                      | Mittel                   | 10. Januar 2018    |
| Cassia           | Cassia           | Kriegsmatrone der Amazonen        | Amazon Warmatron            | Diablo           | Fernkampfassassine (Fernkampf)                                                        | Mittel                   | 5. April 2017      |
| Chen             | Chen             | Legendärer Braumeister            | Legendary Brewmaster        | Warcraft         | Frontbrecher (Nahkampf)                                                               | Schwer                   | 2. Juni 2015       |
| Cho'gall         | Cho'gall         | Häuptling des Schattenhammerklans | Twilight's Hammer Chieftain | Warcraft         | Cho: Tank (Nahkampf) Gall: Fernkampfassassine (Fernkampf)                             | Cho: Mittel Gall: Leicht | 18. November 2015  |
| Chromie          | Chromie          | Hüterin der Zeit                  | Keeper of Time              | Warcraft         | Fernkampfassassine (Fernkampf)                                                        | Schwer                   | 18. Mai 2016       |
| Deckard          | Deckard          | Der Letzte der Horadrim           | The Last Horadrim           | Diablo           | Heiler (Nahkampf)                                                                     | Mittel                   | 24. April 2018     |
| Dehaka           | Dehaka           | Rudelführer der Urzerg            | Primal Pack Leader          | StarCraft        | Frontbrecher (Nahkampf)                                                               | Mittel                   | 29. März 2016      |
| Der Schlächter   | The Butcher      | Fleischschnitzer                  | Flesh Carver                | Diablo           | Nahkampfassassine (Nahkampf)                                                          | Mittel                   | 1. Juli 2015       |
| Diablo           | Diablo           | Herr des Schreckens               | Lord of Terror              | Diablo           | Tank (Nahkampf)                                                                       | Mittel                   | 2. Juni 2015       |
| D.Va             | D.Va             | MEKA-Pilotin                      | MEKA Pilot                  | Overwatch        | Frontbrecher (Fernkampf)                                                              | Mittel                   | 17. Mai 2017       |
| E.T.C.           | E.T.C.           | Rocklegende                       | Rock God                    | Warcraft         | Tank (Nahkampf)                                                                       | Mittel                   | 2. Juni 2015       |
| Falstad          | Falstad          | Than der Wildhämmer               | Wildhammer Thane            | Warcraft         | Fernkampfassassine (Fernkampf)                                                        | Mittel                   | 2. Juni 2015       |
| Fenix            | Fenix            | Statthalter der Templer           | Steward of the Templar      | StarCraft        | Fernkampfassassine (Fernkampf)                                                        | Mittel                   | 27. März 2018      |
| Funkelchen       | Brightwing       | Feendrache                        | Faerie Dragon               | Warcraft         | Heiler (Fernkampf)                                                                    | Schwer                   | 2. Juni 2015       |
| Garrosh          | Garrosh          | Sohn Höllschreis                  | Son of Hellscream           | Warcraft         | Tank (Nahkampf)                                                                       | Mittel                   | 8. August 2017     |
| Gazlowe          | Gazlowe          | Chef von Ratschet                 | Boss of Ratchet             | Warcraft         | Fernkampfassassine (Nahkampf)                                                         | Mittel                   | 2. Juni 2015       |
| Genji            | Genji            | Kybernetischer Ninja              | Cybernetic Ninja            | Overwatch        | Fernkampfassassine (Fernkampf)                                                        | Schwer                   | 26. April 2017     |
| Graumähne        | Greymane         | Anführer der Worgen               | Lord of the Worgen          | Warcraft         | Menschenform: Fernkampfassassine (Fernkampf) Worgenform: Nahkampfassassine (Nahkampf) | Schwer                   | 12. Januar 2016    |
| Gul'dan          | Gul'dan          | Inkarnation der Dunkelheit        | Darkness Incarnate          | Warcraft         | Fernkampfassassine (Fernkampf)                                                        | Mittel                   | 12. Juli 2016      |
| Hanzo            | Hanzo            | Meisterassassine                  | Master Assassin             | Overwatch        | Fernkampfassassine (Fernkampf)                                                        | Mittel                   | 13. Dezember 2017  |
| Illidan          | Illidan          | Der Verräter                      | The Betrayer                | Warcraft         | Nahkampfassassine (Nahkampf)                                                          | Schwer                   | 2. Juni 2015       |
| Imperius         | Imperius         | Erzengel der Tapferkeit           | Archangel of Valor          | Diablo           | Frontbrecher (Nahkampf)                                                               | Mittel                   | 8. Januar 2019     |
| Jaina Prachtmeer | Jaina Proudmoore | Erzmagierin                       | Archmage                    | Warcraft         | Fernkampfassassine (Fernkampf)                                                        | Mittel                   | 2. Juni 2015       |
| Johanna          | Johanna          | Kreuzritter der Zakarum           | Crusader of Zakarum         | Diablo           | Tank (Nahkampf)                                                                       | Mittel                   | 2. Juni 2015       |
| Junkrat          | Junkrat          | Junker-Sprengmeister              | Junker Demolitionist        | Overwatch        | Fernkampfassassine (Fernkampf)                                                        | Mittel                   | 17. Oktober 2017   |
| Kael'thas        | Kael'thas        | Der Sonnenkönig                   | The Sun King                | Warcraft         | Fernkampfassassine (Fernkampf)                                                        | Schwer                   | 2. Juni 2015       |
| Kel'Thuzad       | Kel'Thuzad       | Erzlich von Naxxramas             | Archlich of Naxxramas       | Warcraft         | Fernkampfassassine (Fernkampf)                                                        | Schwer                   | 5. September 2017  |
| Kerrigan         | Kerrigan         | Königin der Klingen               | Queen of Blades             | StarCraft        | Nahkampfassassine (Nahkampf)                                                          | Schwer                   | 2. Juni 2015       |
| Kharazim         | Kharazim         | Mönch der Veradani                | Veradani Monk               | Diablo           | Heiler (Nahkampf)                                                                     | Mittel                   | 19. August 2015    |
| Kleiner          | Stitches         | Plage von Dunkelhain              | Terror of Darkshire         | Warcraft         | Tank (Nahkampf)                                                                       | Mittel                   | 2. Juni 2015       |
| Leoric           | Leoric           | Der Skelettkönig                  | The Skeleton King           | Diablo           | Frontbrecher (Nahkampf)                                                               | Schwer                   | 23. Juli 2015      |
| Li Li            | Li Li            | Weltenbummlerin                   | World Wanderer              | Warcraft         | Heiler (Fernkampf)                                                                    | Leicht                   | 2. Juni 2015       |
| Li-Ming          | Li-Ming          | Rebellische Zauberin              | Rebellious Wizard           | Diablo           | Fernkampfssassine (Fernkampf)                                                         | Schwer                   | 3. Februar 2016    |
| Lost Vikings     | The Lost Vikings | Ärger hoch drei                   | Triple Trouble              | The Lost Vikings | Unterstützer (Nahkampf)                                                               | Extrem                   | 2. Juni 2015       |
| Lt. Morales      | Lt. Morales      | Feldsanitäterin                   | Combat Medic                | StarCraft        | Heiler (Fernkampf)                                                                    | Mittel                   | 7. Oktober 2015    |
| Lúcio            | Lúcio            | DJ und Freiheitskämpfer           | Freedom Fighting DJ         | Overwatch        | Heiler (Fernkampf)                                                                    | Mittel                   | 14. Februar 2017   |
| Lunara           | Lunara           | Erste Tochter des Cenarius        | First Daughter of Cenarius  | Warcraft         | Fernkampfassassine (Fernkampf)                                                        | Mittel                   | 15. Dezember 2015  |
| Maiev            | Maiev            | Die Wächterin                     | The Warden                  | Warcraft         | Nahkampfassassine (Nahkampf)                                                          | Schwer                   | 9. Februar 2018    |
| Mal'Ganis        | Mal'Ganis        | Lord der Nathrezim                | Nathrezim Lord              | Warcraft         | Tank (Nahkampf)                                                                       | Mittel                   | 16. Oktober 2018   |
| Malfurion        | Malfurion        | Erzdruide                         | Archdruid                   | Warcraft         | Heiler (Fernkampf)                                                                    | Leicht                   | 2. Juni 2015       |
| Malthael         | Malthael         | Aspekt des Todes                  | Aspect of Death             | Diablo           | Frontbercher (Nahkampf)                                                               | Mittel                   | 7. Juni 2017       |
| Medivh           | Medivh           | Der letzte Wächter                | The Last Guardian           | Warcraft         | Fernkampfassassine (Fernkampf)                                                        | Extrem                   | 15. Juni 2016      |
| Mephisto         | Mephisto         | Herr des Hasses                   | Lord of Hatred              | Diablo           | Nahkampfassassine (Fernkampf)                                                         | Mittel                   | 4. September 2018  |
| Muradin          | Muradin          | Bergkönig                         | Mountain King               | Warcraft         | Tank (Nahkampf)                                                                       | Mittel                   | 2. Juni 2015       |
| Murky            | Murky            | Murlocbaby                        | Baby Murloc                 | Warcraft         | Nahkampfassassine (Nahkampf)                                                          | Schwer                   | 2. Juni 2015       |
| Nazeebo          | Nazeebo          | Ketzerischer Hexendoktor          | Heretic Witch Doctor        | Diablo           | Fernkampfassassine (Fernkampf)                                                        | Mittel                   | 2. Juni 2015       |
| Nova             | Nova             | Ghost der Liga                    | Dominion Ghost              | StarCraft        | Fernkampfassassine (Fernkampf)                                                        | Mittel                   | 2. Juni 2015       |
| Orphea           | Orphea           | Erbin des Rabenhofs               | Heir of Raven Court         | Nexus            | Fernkampfassassine (Fernkampf)                                                        | Mittel                   | 13. November 2018  |
| Probius          | Probius          | Neugierige Sonde                  | Curious Probe               | StarCraft        | Fernkampfassassine (Fernkampf)                                                        | Schwer                   | 16. März 2017      |
| Ragnaros         | Ragnaros         | Der Feuerlord                     | The Firelord                | Warcraft         | Frontbercher (Nahkampf)                                                               | Mittel                   | 15. Dezember 2016  |
| Raynor           | Raynor           | Abtrünniger Commander             | Renegade Commander          | StarCraft        | Fernkampfassassine (Fernkampf)                                                        | Leicht                   | 2. Juni 2015       |
| Rehgar           | Rehgar           | Schamane des Irdenen Rings        | Shaman of the Earthen Ring  | Warcraft         | Heiler (Nahkampf)                                                                     | Mittel                   | 2. Juni 2015       |
| Rexxar           | Rexxar           | Champion der Horde                | Champion of the Horde       | Warcraft         | Frontbrecher (Fernkampf)                                                              | Schwer                   | 9. September 2015  |
| Samuro           | Samuro           | Der Klingenmeister                | The Blademaster             | Warcraft         | Nahkampfassassine (Nahkampf)                                                          | Schwer                   | 18. Oktober 2016   |
| Sergeant Hammer  | Sgt. Hammer      | Panzerfahrerin                    | Siege Tank Operator         | StarCraft        | Fernkampfassassine (Fernkampf)                                                        | Schwer                   | 2. Juni 2015       |
| Sonya            | Sonya            | Umherziehende Barbarin            | Wandering Barbarian         | Diablo           | Frontbercher (Nahkampf)                                                               | Mittel                   | 2. Juni 2015       |
| Stukov           | Stukov           | Verseuchter Admiral               | Infested Admiral            | Starcraft        | Heiler (Nahkampf)                                                                     | Mittel                   | 11. Juli 2017      |
| Sylvanas         | Sylvanas         | Die Bansheekönigin                | The Banshee Queen           | Warcraft         | Fernkampfassassine (Fernkampf)                                                        | Leicht                   | 2. Juni 2015       |
| Tassadar         | Tassadar         | Retter der Templer                | Savior of the Templar       | StarCraft        | Unterstützer (Fernkampf)                                                              | Mittel                   | 2. Juni 2015       |
| Thrall           | Thrall           | Kriegshäuptling der Horde         | Warchief of the Horde       | Warcraft         | Frontbrecher (Nahkampf)                                                               | Mittel                   | 2. Juni 2015       |
| Tracer           | Tracer           | Overwatch-Agentin                 | Agent of Overwatch          | Overwatch        | Fernkampfassassine (Fernkampf)                                                        | Schwer                   | 26. April 2016     |
| Todesschwinge    | Deathwing        | Der Zerstörer                     | The Destroyer               | Warcraft         | Multiklasse                                                                           | Mittel                   | 3. Dezember 2019   |
| Tychus           | Tychus           | Berühmt-berüchtigter Gesetzloser  | Notorious Outlaw            | StarCraft        | Fernkampfassassine (Fernkampf)                                                        | Mittel                   | 2. Juni 2015       |
| Tyrael           | Tyrael           | Erzengel der Gerechtigkeit        | Archangel of Justice        | Diablo           | Tank (Nahkampf)                                                                       | Mittel                   | 2. Juni 2015       |
| Tyrande          | Tyrande          | Hohepriesterin von Elune          | High Priestess of Elune     | Warcraft         | Heiler (Fernkampf)                                                                    | Mittel                   | 2. Juni 2015       |
| Uther            | Uther            | Der Lichtbringer                  | The Lightbringer            | Warcraft         | Heiler (Nahkampf)                                                                     | Leicht                   | 2. Juni 2015       |
| Valeera          | Valeera          | Schatten der Ungekrönten          | Shadow of the Uncrowned     | Warcraft         | Nahkampfassassine (Nahkampf)                                                          | Schwer                   | 25. Januar 2017    |
| Valla            | Valla            | Dämonenjägerin                    | Demon Hunter                | Diablo           | Fernkampfassassine (Fernkampf)                                                        | Leicht                   | 2. Juni 2015       |
| Varian           | Varian           | Hochkönig der Allianz             | High King of the Alliance   | Warcraft         | Multiklasse                                                                           | Mittel                   | 16. November 2016  |
| Weißsträhne      | Whitemane        | Hochinquisitorin                  | High Inquisitor             | Warcraft         | Heiler (Fernkampf)                                                                    | Mittel                   | 8. August 2018     |
| Xul              | Xul              | Geheimnisvoller Totenbeschwörer   | Cryptic Necromancer         | Diablo           | Frontbrecher (Nahkampf)                                                               | Mittel                   | 1. März 2016       |
| Yrel             | Yrel             | Licht der Hoffnung                | Light of Hope               | Warcraft         | Frontbrecher (Nahkampf)                                                               | Mittel                   | 12. Juni 2018      |
| Zagara           | Zagara           | Brutmutter des Schwarms           | Broodmother of the Swarm    | StarCraft        | Fernkampfassassine (Fernkampf)                                                        | Mittel                   | 2. Juni 2015       |
| Zarya            | Zarya            | Retterin Russlands                | Defender of Russia          | Overwatch        | Unterstützer (Fernkampf)                                                              | Mittel                   | 28. September 2016 |
| Zeratul          | Zeratul          | Dunkler Prälat                    | Dark Prelate                | StarCraft        | Nahkampfassassine (Nahkampf)                                                          | Schwer                   | 2. Juni 2015       |
| Zul'jin          | Zul'jin          | Kriegsherr der Amani              | Warlord of the Amani        | Warcraft         | Fernkampfassassine (Fernkampf)                                                        | Mittel                   | 5. Januar 2017     |

## Technik
Heroes of the Storm setzt für die Ausführung des Mehrspieler-Modus eine permanente Internetverbindung voraus. In den Spielmodi CO-OP, Schnellsuche, Heldenliga und Teamliga werden die Spieler automatisch nach Auswertung ihres Könnens durch die Online-Spieleplattform Battle.net anderen Spielern zugewiesen. Jeder Spieler besitzt ein sogenanntes Matchmaking Rating (engl. für Spielersuche-Wertung, MMR abgekürzt) auf Basis der Elo-Zahl. Das MMR stellt sicher, dass Spieler immer mit anderen und gegen andere Spieler ähnlichen Könnens antreten.

## Entwicklung
Das Spielprinzip von Heroes of the Storm leitet sich von der beliebten Fanmodifikation Defense of the Ancients (DotA) ab, die ursprünglich für das Spiel Warcraft 3 veröffentlicht wurde und als Begründer des MOBA-Genres gilt. 2009 sicherte sich der Spieleentwickler Valve die Mitarbeit des langjährigen Dota-Hauptentwicklers IceFrog und meldete – für Blizzard überraschend – im August 2010 die DotA-Markenrechte an, gefolgt von der Ankündigung der Entwicklungsarbeiten an Dota 2 als kommerziellen Titel am 13. Oktober 2010. Blizzard erhob zunächst Einspruch gegen Valves Antrag, drei Tage nach Valve reichte außerdem Riot Games, Entwicklerstudio des MOBA-Spiels League of Legends und Arbeitgeber der früheren DotA-Entwickler Steve Feak und Steve Mescon, den Antrag für die Rechte an Defense of the Ancients ein.
Vom 22. bis zum 23. Oktober 2010 präsentierte Blizzard auf seiner Hausmesse BlizzCon den Titel Blizzard DotA, der mit dem Karteneditor von StarCraft II erstellt und als ein Experiment bezeichnet wurde, das die Möglichkeiten des Map-Editors demonstrieren sollte. Die Bewertungen des ersten öffentlich vorgestellten Prototypen fielen kritisch aus. Gamestar wertete den Ansatz als verzweifelten Versuch des Entwicklerstudios, nach den Erfolgen der MOBAs League of Legends oder Heroes of Newerth und der Ankündigung von DotA 2, ebenfalls einen Marktanteil im wachsenden MOBA-Geschäftsfeld zu ergattern. Auf der BlizzCon vom 21. bis zum 22. Oktober 2011 präsentierte Blizzard eine überarbeitete Anspielversion, deren Bewertung bereits positiver ausfielen.
Am 11. Mai 2012 kamen Blizzard und Valve zu einer Übereinkunft bezüglich des Namens Dota. Blizzard erkannte Valves Rechte für die kommerzielle Nutzung des Namens an, behielt dafür im Gegenzug die Rechte zur Verwendung des Namens im nichtkommerziellen Rahmen. Aufgrund der Übereinkunft musste Blizzard DotA in Blizzard All-Stars umbenannt werden. Am 17. Oktober 2013 folgte die erneute Umbenennung in Heroes of the Storm. Während der Eröffnungszeremonie der BlizzCon 2013 wurde das Spiel von Michael Morhaime offiziell vorgestellt. Während der Veranstaltung vom 8. bis zum 9. November 2013 war der Titel erneut für alle Messebesucher spielbar.
Die geschlossene Alpha startete am 14. März 2014 und endete am 29. September 2014. Eine weiterentwickelte Alpha startete am 7. Oktober 2014 und endete mit dem Beginn der geschlossenen Beta am 13. Januar 2015. Die offene Beta startete am 20. Mai 2015 und endete mit der Veröffentlichung des Spiels am 2. Juni 2015. Von der ersten Vorstellung bis zur Veröffentlichung des Spiels vergingen somit etwa 55 Monate.

### Heroes of the Storm 2.0
Am 26. April 2017 wurde Heroes of the Storm 2.0 veröffentlicht. Dieses Update erhält u. a. ein neues Fortschritts- und Belohnungssystem sowie die Einführung von kosmetischem Gegenständen und neue Optionen zur Anpassung von Helden. Im Rahmen des Inhaltspatches wurde auch ein neues Schlachtfeld (Hanamura) sowie ein neuer Held (Genji) veröffentlicht.

## Erweiterungen

### Der Ewige Konflikt
Die erste Erweiterung Der Ewige Konflikt erweiterte Heroes of the Storm über mehrere Wochen mit neuen Diablo-Helden sowie -Schlachtfeldern. Im Rahmen der Erweiterung wurden vier Helden (Johanna, Der Schlächter, Leoric, Kharazim), zwei neue Schlachtfelder (Schlachtfeld der Ewigkeit, Höllenschreine) sowie mehrere Skins und Reittiere veröffentlicht.

### Kriegsmaschinen
Kriegsmaschinen ist die zweite, eine an das StarCraft-Universum angelehnte Erweiterung. Im Rahmen der Erweiterung wurden zwei neue Helden (Alarak, Zarya) sowie neue Skins, Reittiere und zwei neue Schlachtfelder (Endstation Braxis, Sprengkopf-Manufaktur) veröffentlicht.

### Echos von Alterac
Die an das Warcraft-Universum angelehnte dritte Erweiterung Echos von Alterac brachte bisher einen neuen Helden (Yrel) sowie neue Skins, Reittiere und ein neues Schlachtfeld (Alteracpass).

## Rezeption

### Kritik während der Entwicklungsphase
GameStar testete die Alpha von Heroes of the Storm. Die Computerzeitschrift schrieb, dass „Blizzard endlich wieder ein Kunststück gelingen könnte – wenn sie noch bis zum fertigen Spiel an den Ecken feilen“. Das Spiel entwickle schon in der Alpha jede Menge Tiefgang. Computer Bild testete ebenfalls die Alpha. Das Spiel mache definitiv schon jetzt Spaß, „weil die Helden bekannt sind; weil die Spielstruktur schlank ist; und weil das Ganze auf lange Sicht unterhalten wird. Für Sorgenfalten ist es noch zu früh, aber die Rivalen schauen ganz genau hin: Mit Heroes of the Storm bekommen sie einen äußerst charmanten Mitspieler.“
Mein MMO testete die Beta des Spiels. Das Kampfsystem sei weitaus dynamischer und moderner und nicht so statisch wie bei anderen MOBAs. An der Helden-Balance müsse noch gefeilt werden, das Spiel sei einsteigerfreundlich. Trotzdem müsse sich das Spiel erstmal beweisen, denn Spieler werden wohl mit ihren Freunden spielen wollen und so zu anderen MOBAs wieder wechseln. Turn-on.de testete ebenfalls die Beta. Dabei seien manche Ladezeiten ein wenig zu lang gewesen und es wäre gelegentlich ein störendes Ruckeln aufgetreten. Auch Bild testete die Beta. Der Zeitung seien die Shop-Preise zu hoch. Trotzdem sei es ein cooles Spiel mit einer „knuffigen“ Grafik und einfach lernbarem Gameplay. Trotzdem sei das Spiel schwierig zu meistern. Es gebe kein kompliziertes System für Bonus-Gegenstände, und die Mechaniken der verfügbaren Karten seien vielfältig. Der Einstieg in das Spiel sei einfach, jedoch sei es „verdammt schwer“, gegen erfahrene Spieler zu bestehen.

### Kritik nach Veröffentlichung
„Toller Süchtigmacher in Blizzard-Qualität.“

„Heroes of the Storm besticht durch ein absolut rundes Spielgefühl und sein intensives Triumphgefühl im Teamverbund. Einfache Handhabe plus größere Abwechslung – so lautet Blizzards Antwort auf die harten Brocken im MOBA-Geschäft. Für Novizen ist Heroes of the Storm damit der ideale Einstiegstitel ins Gewerbe der Helden und Lanes, der weit mehr Spieltiefe offenbart als das mancher Kritiker zugeben mag.“

„Heroes of the Storm is a flawed, varied MOBA with terrific team fighting and poor objectives.“
„Heroes of the Storm ist ein fehlerhaftes, abwechslungsreiches MOBA mit tollen Teamkämpfen und schlechten Zielen.“

„Das hätte ich nie von mir gedacht: Als der Chef meinte, dass ich den Test für Heroes of the Storm schreiben soll, habe ich mich in der Redaktion unter allen Kollegen noch am wenigsten für MOBAs interessiert. Warum denn ich? Definitiv kann ich festhalten, dass mein Desinteresse geheilt ist. Was habe ich derzeit für einen Spaß in Heroes of the Storm! Ich liebe es Li Li und Tassadar in der Schnellsuche spielen. Heroes ist super einsteigerfreundlich, doch je weiter man voranschreitet, desto tiefgründiger wird das Spiel. Kommt alle in den Nexus! Es macht einfach unglaublich Laune und ist so unterhaltsam!“

„The most any studio has done to open up a complex genre to a new audience. Inviting, entertaining, and deceptively deep.“
„Das Studio hat ein komplexes Genre einem neuen Publikum geöffnet. Einladend, unterhaltsam und täuschend tief.“